# 老舍文学奖
老舍文学奖是北京市文联和老舍文艺基金会于1999年创立的文学奖，主要奖励北京作者的创作和在京出版和发表的优秀作品，每两至三年评选一次。至今已经举行了五届。
老舍文学奖的奖项有：长篇小说、中篇小说、戏剧剧本、电影电视剧和广播剧。 第三届新增了新人佳作奖。
老舍文学奖是北京市文学艺术方面的最高奖励，与茅盾文学奖、鲁迅文学奖、曹禺戏剧文学奖并称中国四大文学奖。

## 第一届
首届老舍文学奖于2000年6月6日颁奖。
获奖作品有：
- 优秀长篇小说奖：凌力《梦断关河》，刘育新《古街》
- 优秀中篇小说奖：刘恒《贫嘴张大民的幸福生活》，铁凝《永远有多远》
- 优秀戏剧剧本奖：张永和、王保春《烟壶》（曲剧），郭启宏《司马相如》（昆曲）
- 电视连续剧：
  - 《一年又一年》（编剧：李晓明，导演：安战军、李小龙）
  - 《离开雷锋的日子》（编剧：王兴东，导演：雷献禾、康宁）　　　　　
  - 《脊梁》（编剧：罗金，导演：李健） 　　　　　　　 　　
  - 《千古流芳》（编剧：刘宝毅，导演：李健）

## 第二届
第二届老舍文学奖于2002年10月22日颁奖。
获奖作品有：
- 优秀长篇小说：张洁《无字》、宁肯《蒙面之城》
- 优秀中篇小说：刘庆邦《神木》、曾哲《一年级二年级》、衣向东《初三初四看月亮》，
- 优秀戏剧剧本奖：李龙云《正红旗下》、陈健秋《宰相刘罗锅》（京剧）

## 第三届
第三届老舍文学奖于2005年2月3日颁奖，本届新增了新人佳作奖。
获奖作品有：
- 优秀长篇小说奖：阎连科《受活》
- 优秀中篇小说奖：曾哲《香歌潭》、程青《十周岁》
- 优秀戏剧剧本奖：兰晓龙《爱尔纳·突击》
- 新人佳作奖：尉然《李大筐的脚和李小筐的爱情》，毛银鹏《故人西辞》

## 第四屆
2011年1月26日頒獎。
- 优秀长篇小说奖：徐坤《八月狂想曲》、宁肯《天藏》、马丽华《如意高地》
- 优秀中篇小说奖：叶广芩《豆汁记》、刘庆邦《哑炮》、荆永鸣《大声呼吸》、钟晶晶《我的左手》

## 第五屆
2014年8月6日頒獎。
- 优秀长篇小说奖：徐则臣《耶路撒冷》、林白《北去来辞》
- 优秀中篇小说奖：文珍《安翔路情事》、蒋韵《朗霞的西街》、荆永鸣《北京房东》、格非《隐身衣》
- 优秀戏剧剧本奖：万方《忏悔》（话剧）、李静《鲁迅》（话剧）